# María Casares
Maria Victoria Casares Quiroga y Pérez (Corunha, 21 de novembro de 1922 - La Vergne, 22 de novembro de 1996) foi uma atriz franco-espanhola com notório sucesso no teatro, mas também na televisão e no cinema francês. Foi creditada como Maria Casarès nos filmes franceses que estrelou.

## Biografia
Casares nasceu María Victoria Casares Quiroga y Pérez em Corunha, Galícia, a filha de Santiago Casares Quiroga, um ministro do governo de Manuel Azaña e Primeiro Ministro da Espanha, e de Gloria Pérez. Ela era voluntária em hospitais de Madrid já aos quatorze anos. Seu pai era um membro do governo republicano, então com a eclosão da Guerra Civil Espanhola (1936), a família foi forçada a fugir da Espanha. Seu pai foi para Londres, mas ela e sua mãe buscaram refúgio em Paris. 
Na França, María frequentou a escola Victor Duruy, onde aprendeu francês e fez amizade com um professor e sua esposa espanhola, que a inspiraram a entrar no teatro. Após a formatura, ela teve aulas de canto com René Simon. Ela se matriculou no Paris Conservatoire, onde ganhou o Primeiro Prêmio de tragédia e o Segundo Prêmio de comédia.

## Carreira
Em julho de 1942, ela fez um teste para Marcel Herrand que a contratou para seu Théâtre des Mathurins. Lá, ao longo dos próximos três anos, ela apareceu em várias peças, incluindo "Deirdre of the Sorrows" por J.  M. Synge, "The Master Builder" ("Solness, o construtor") por Henrik Ibsen, "Le Malentendu" ("O mal-entendido"), por Albert Camus (com quem mais tarde teria um caso extraconjugal), e uma estreia especialmente importante, "Fédérico", depois de Prosper Mérimée, com Gérard Philipe.

### Filmes
Ela começou a aparecer em filmes. Seu primeiro papel no cinema foi em "Les Enfants du Paradis" ("O boulevard do crime"), de Marcel Carné (1945), um dos grandes clássicos do cinema francês.  Ela também fez "Les Dames du Bois de Boulogne", de Robert Bresson (1945), "La Chartreuse de Parme" ("A Cartuxa de Parma"), de Christian-Jaque (1948), co-estrelado por Gérard Philipe. Para Cocteau, ela interpretou A Morte em "Orphée" (1950), com Jean Marais e François Périer, e em "Testament d'Orphée" ("Testamento de Orfeu"), de 1960.
Em 1989, ela foi indicada ao César de melhor atriz secundária, por seu papel em "La Lectrice".

### Sucesso no palco
A partir de 1952, embora com a contínua aparição em filmes ocasionais, ela se dedicava principalmente aos palcos. Ela se juntou ao Festival D'Avignon, Comédie-Française e ao Théâtre National Populaire sob a liderança de Jean Vilar. Antes dela, nenhum ator ou atriz de origem estrangeira jamais haviam se apresentado na Comédie-Française. Ela viajou extensivamente por todo o mundo, aparecendo nos grandes clássicos do teatro francês, incluindo "Le Cid", de Pierre Corneille, "Marie Tudor", de Victor Hugo, e "Le Triomphe de l'Amour" (O Triunfo do Amor), de Marivaux, na Broadway, em 1958.

## Vida pessoal
María Casares publicou sua autobiografia, Résidente privilégiée (Residente Privilegiado) em 1980, na qual ela descreveu seu caso de 16 anos com Albert Camus. Em 1943, María atuou em uma peça surrealista de Pablo Picasso, "Désir attrapé par la queue" (Desejo pego pela cauda). Nessa ocasião, Albert Camus a convidou para representar a personagem "Martha" em um de seus enredos, "Le Maletendu" (O equívoco), que ele próprio participou, no Théâtre des Mathurins. Sem tardar, eles se apaixonam um pelo outro. No entanto, Camus é casado com Francine Faure, professora de matemática e pianista especializada em Bach, que mora então em Oran, na Argélia; ela muda-se para Paris no fim da Segunda Guerra Mundial. O caso extraconjugal de María e Albert termina quando Casares dá à luz, em 1945, a um casal de gêmeos, Catherine e Jean. Nos anos anteriores, María ameaçava terminar o tempestuoso caso pela recusa de Albert em se separar de Francine.
O casal nunca se casou, mas sua extensa correspondência, publicada pela primeira vez na França no final de 2017, durou de 1944, com uma pausa de cinco anos, até 1949, quando novamente tiveram um encontro casual quando sua paixão foi reacendida até o fim da vida de Camus. Para o desespero de Francine, os dois amantes recomeçaram o relacionamento tórrido que só terminara com a morte de Camus, em janeiro de 1960, em um acidente automobilístico.

### Casamento e fim da vida
Casares assumiu a nacionalidade francesa em 1975 e três anos depois se casou com André Schlesser, ator conhecido profissionalmente como "Dade", que havia sido seu companheiro de longa data e co-estrela teatral. Em 1961, Casares e Schlesser compraram juntos um solar em La Vergne, no município de Alloue. Em 1978, eles oficializam a união pelo casamento.
André Schlesser faleceu em 15 de fevereiro de 1985. A atriz morreu de câncer de cólon em sua casa de campo, Château de La Vergne, na aldeia de Alloue, em Poitou-Charentes, no dia seguinte ao seu 74º aniversário, em 22 de novembro de 1996. Ela legou a propriedade para a aldeia. Hoje, o Domaine de La Vergne é uma residência para artistas e um cenário para performances.